# Golf (Illinois)
Golf es una villa ubicada en el condado de Cook en el estado estadounidense de Illinois. En el Censo de 2010 tenía una población de 500 habitantes y una densidad poblacional de 430,92 personas por km².

## Geografía
Golf se encuentra ubicada en las coordenadas 42°3′31″N 87°47′6″O / 42.05861, -87.78500. Según la Oficina del Censo de los Estados Unidos, Golf tiene una superficie total de 1.16 km², de la cual 1.16 km² corresponden a tierra firme y (0%) 0 km² es agua.

## Demografía
Según el censo de 2010, había 500 personas residiendo en Golf. La densidad de población era de 430,92 hab./km². De los 500 habitantes, Golf estaba compuesto por el 92% blancos, el 0.6% eran afroamericanos, el 0% eran amerindios, el 3% eran asiáticos, el 0% eran isleños del Pacífico, el 2.4% eran de otras razas y el 2% pertenecían a dos o más razas. Del total de la población el 8.2% eran hispanos o latinos de cualquier raza.